# Robins Air Force Base
La Robins Air Force Base è una base aerea militare dell'United States Air Force gestita dall'Air Force Materiel Command e situata presso la città di Warner Robins, in Georgia.

## Informazioni Generali
Attivata nel 1942 e intitolata al Brigadier Generale Augustine Warner Robins, uno dei primi comandanti della Air Corps Materiel Division, che morì il 16 giugno 1940.

## Unità
Attualmente l'unità ospitante è il 78th Air Base Wing.
Sono ospitate le seguenti unità:
- 94th Aerial Port Squadron, 94th Airlift Wing, Air Force Reserve Command
- 116th Air Control Wing, Georgia Air National Guard
- 461st Air Control Wing
- 638th Supply Chain Management Group
- 5th CCG
- HQ Air Force Reserve Command
- Warner Robins ALC